# シレノメリア
シレノメリア（英: sirenomelia, 独: Sirenomelie, 仏: Sirénomélie）は、先天性の奇形の一種。両下肢が癒着してあたかも人魚の下半身のような外見を呈する。人魚症候群などの別名で呼ばれることもある。発生確率は出生10万人に1人程度の稀な症例である。

## 概要
病理学者アウグスト・フェルスターは1865年、 症状の重さに従い3種類に分類した。軽度の症例では下肢の骨は形成されるが、両下肢は融合する。重度の症例では下腿、あるいは下肢全体が不完全な形成となる。より細かく、7種類に分類する文献もある。
多くの場合、内臓の奇形(鎖肛、腎臓の少なくとも片側無形成、生殖腺以外の生殖器無形成、肝臓の奇形)を伴う。
70％は胎児のうちに死ぬ。生まれてきてもほとんどの場合すぐに死ぬ。文献では、生きて生まれてきた300の症例のうち、6例だけがある程度生存したとされ、次の3例についてはある程度詳しい伝記が残っている。Tiffany Yorks(1988年-2016年2月)、 Milagros Cerrón(2004年-2019年10月)、そしてShiloh Pepin(1999年-2009年)。これら3人のうち、Shilohだけが両足を切り離す手術を受けていない。
発生第3週の初め、原腸の形成が阻害されることが原因とされる。胚の最尾方部の中胚葉 ―将来の下肢・泌尿器・生殖器・腰仙椎― の量が不十分であると発症する。発生機序は不明であるが、レチノイン酸を分解する酵素であるCyp26a1が欠損したマウスおよび最尾方部で骨形成タンパク質のシグナル伝達が低下したマウスで発症する。これらの異常との関連が疑われる。動物実験では、鉛及びカドミウムの投与によりシレノメリアを誘発することも確かめられている 。
報告されているヒトでの発生率は、出生10万人あたり1.1〜4.2人で、地球上のあらゆる民族にみられる

### 別名
『医学症候群辞典』(朝倉書店)は、人魚症候群(英mermaid syndrome)を見出し語とし、別名として尾異形成症候群、尾退行症候群、人魚体奇形を記している。
『MOSBY'S MEDICAL DICTIONARY』は、シレノメリアを見出し語に、別名として両肢癒着奇形(apodial symmelia)を記している。
『分野別 和英 疾患名一覧』は、人魚体症候群(sirenomeria syndrome)を見出し語に、別名として合肢症症候群を記している。
『ステッドマン医学大辞典』は、シレノメリアを見出し語に掲げ、その訳語に人魚体奇形を当てている。別名として人魚奇形(mermaid malformation）、合肢症(symmelia)を記している。
その他、神戸大学教授の寺島俊雄は、マーメイド症候群、合肢体という名称も挙げている。

## 症例

### ティファニー・ヨークス
Tiffany Yorks（1988年5月7日 - 2016年2月24日）。アメリカ合衆国フロリダ州クリアウォーター出身の女性。幼少期に、癒着した下肢を分離する手術を受ける。9歳までは自らの足で歩いた。転倒してひざを負傷してからは、足の骨が脆弱であったため車いすを使用。腎不全のために高校に通うことができなくなったので、ホームスクーリングを通じて卒業資格を手に入れる。必要な腎臓移植を受けられれば、夢は子供のための集中ケア看護師(英intensive care nurse）になることだと言った。
記録に残っているうち最も長く生存したシレノメリア患者である。享年27。

### シャイロ・ぺピン
Shiloh Jade Pepin（1999年8月4日 - 2009年10月23日）。アメリカ合衆国メイン州ケネバンクポートに、父エルマー・ぺピンと母レスリー・ぺピンの間に生まれる。
メイン・メディカルセンター、バーバラ・ブッシュ児童病院の腎臓専門医、マシュー・ハンド（後の主治医）によると、シャイロの内臓の状態は「膀胱・子宮・直腸・膣の不形成、6インチの大腸、通常の1/4の腎臓1個、卵巣1個」というものであった。両親は当初、数ヶ月しか生きられないと予想していた。
2001年（2歳）、最初の腎臓移植。2002年（3歳）、腎臓は機能しなくなり、透析を開始。2005年（5-6歳）、小学校入学。2007年（8歳）、二度目の腎臓移植（成功）。下肢を分離する手術はリスクが大きいとして受けなかった。2008年12月14日（9歳）、TLCのドキュメンタリー番組"Extraordinary People: Mermaid Girl"に出演。番組によると、彼女は自分の体に付けたゴミ袋に排泄し、一日に一度それを交換していた。
2009年9月22日（10歳）、オプラ・ウィンフリー・ショーに出演。2009年10月10日、メイン・メディカルセンターに入院。10月23日、肺炎で死亡。享年10。その母親も5年後に亡くなっている。

### ミラグロス・ケロン
Milagros Cerron（2004年4月27日 - 2019年10月24日）。ペルーのワンカヨに、父リカルド・ケロンと母サラ・ケロンの間に生まれる。外性器が無形成であったため、女の子と確定するには3週間後の染色体検査を待たなければならなかった。変形した左腎と、極めて小さな右腎しかなく、消化器・尿路・生殖器は一つの管を共有していた。ワンカヨの病院には透析装置がなく、リマの小児科病院に移送しないと長くは生きられないとされた。
このニュースが地元テレビで報じられると、リマの連帯病院チェーンの理事であるルイス・ルビオの目に留まった。ルビオ医師は、彼女の名親になりたいかリマ市長に尋ねる。市長は同意した。選挙前の年ということもあり、大胆なメディア操作(media manipulation)である（報道による）。
メディアが注目する中、ミラグロスは洗礼を受けた。2005年2月8日、両足の間にシリコンを挿入して皮膚を伸ばす手術が成功する。2005年5月31日、彼女は発声障害でほぼ言葉を話せなくなった。一連の医療的介入が侵襲的すぎて心的外傷を負ったとされる（母サラは、2歳の誕生日の時点でミラグロスは50語を知っていたと報告している）。2006年9月7日、下肢を分離する手術が成功する。ルビオ医師は、普通の暮らしができるには10-15年にわたって手術とリハビリが必要としている（特に、肛門、尿道、生殖器の再建手術）。連帯病院は、家族がリマに留まることができるように父リカルドに仕事を与え、同時にリマ市当局は多額の手術費用を負担すると約束した。
2019年10月24日、死去。享年15。